# ヒングストン・ダウンの戦い

9世紀南イングランドの戦場地図

ヒングストン・ダウンの戦い（英語: Battle of Hingston Down）は、838年にコーンウォールのヒングストン・ダウンで、エグバート率いるウェセックス王国軍がコーンウォール人・ヴァイキング連合軍を破った戦い。

## 背景
デヴォン・コーンウォールにはブリトン人王国ドゥムノニアがあった。この国は8世紀前半に東デヴォンをウェセックス王国に奪われるが、8世紀を通じてブリトン人はウェセックス王国の西進に抵抗し続けた。815年、エグバートはコーンウォールの「東から西」を蹂躙した。これに続く823年のガルフォードの戦いと838年のヒングストン・ダウンの戦いは、西デヴォンに残存していたブリトン人勢力を駆逐した戦いだったと考えられる。

## 戦闘
838年、コーンウォール人はウェスト・サクソン人に対抗するためにヴァイキングと手を組んでウェスト・サクソン人に対抗したが、ヒングストン・ダウンで敗れた。710年のLlongborthの戦い以降続いてきたコーンウォール人とウェセックスの戦争は、この戦いで終結した。最後のドゥムノニア王Donyarthが死んだのは875年のことだが、それ以前に彼はウェセックス王国に従属していたものと考えられている。